# Thérouanne
Thérouanne – miejscowość i gmina we Francji, w regionie Hauts-de-France, w departamencie Pas-de-Calais. W 2017 roku zamieszkana przez 1115 osób.

## Historia
W starożytności w pobliżu obecnej lokalizacji miasta znajdowała się stolica belgijskiego plemienia Morini – Tervanna. Po zdobyciu terenów przez Rzymian zostało głównym miastem prowincji Civitas Morinorum.
W VII wieku, prawdopodobnie około 638 roku, Saint Audomar (Saint Omer) założył biskupstwo Terwaan lub Terenburg, diecezji Thérouanne, która w średniowieczu kontrolowała dużą część lewego brzegu rzeki Skaldy. Terytorialnie miasto było częścią hrabstwa Artois należącego do hrabstwa Flandrii.
Dzięki kościelnej kontroli nad niektórymi z najlepiej prosperujących miast na północ od Alp, takimi jak Arras i Ypres, biskupstwo było w stanie sfinansować budowę katedry, która była wówczas największą we Francji. Budowę rozpoczęto w 1137 roku.
Miasto zostało zdobyte przez cesarza Maksymiliana Habsburga i króla Anglii Henryka VIII Tudora w 1513 roku po bitwie pod Spurs. W 1553 r. Karol V Habsburg obległ Thérouanne, wówczas francuską enklawę na terenie Świętego Cesarstwa Rzymskiego, w zemście za zdobycie przez Francuzów miasta Metz. Po zdobyciu miasta Karol V nakazał je zburzyć, a miejsce po nim zaorać (niektóre źródła mówią również o zasoleniu).
Obecna miejscowość znajduje się na przedmieściach dawnego miasta. Na terenie katedry prowadzono wykopaliska archeologiczne, których wyniki są prezentowane w miejscowym muzeum.

## Demografia
W 2017 roku gmina zamieszkana była przez 1115 osób. W tej liczbie 535 osób stanowili mężczyźni, a 580 kobiety. 18,4% populacji stanowiły osoby do 14. roku życia.

### Historyczna populacja
Dane według INSEE:
| Rok  | Populacja | Gęstość zaludnienia |
| ---- | --------- | ------------------- |
| 1968 | 877       | 104,8               |
| 1975 | 886       | 105,9               |
| 1982 | 943       | 112,7               |
| 1990 | 971       | 116                 |
| 1999 | 1045      | 124,9               |
| 2007 | 1054      | 125,9               |
| 2012 | 1104      | 131,9               |
| 2017 | 1115      | 133,2               |